# Pettoncourt
Pettoncourt är en kommun i departementet Moselle i regionen Grand Est (tidigare regionen Lorraine) i nordöstra Frankrike. Kommunen ligger i kantonen Château-Salins som tillhör arrondissementet Château-Salins. År 2022 hade Pettoncourt 298 invånare.

## Befolkningsutveckling
Antalet invånare i kommunen Pettoncourt
| Referens: INSEE |